# Myophonus
Myophonus és un gènere d'aus de la família dels muscicàpids (Muscicapidae). Són ocells de mida mitjana que habiten en zones forestals de l'Índia i el sud-est asiàtic.

## Llistat d'espècies
Segons la classificació del IOC (versió 12.1, 2022) hom distingeix 9 espècies al gènere Myophonus:
- Myophonus blighi - Arrenga de Sri Lanka.
- Myophonus melanurus - Arrenga lluent.
- Myophonus glaucinus - Arrenga de Java.
- Myophonus borneensis - Arrenga de Borneo.
- Myophonus castaneus - Arrenga castany.
- Myophonus robinsoni - Arrenga de Malàisia.
- Myophonus horsfieldii - Arrenga de Malabar.
- Myophonus insularis - Arrenga de Taiwan.
- Myophonus caeruleus - Arrenga comú.